# Liste des longs métrages tchèques proposés à l'Oscar du meilleur film international
Cet article présente la liste des longs métrages tchèques proposés à l'Oscar du meilleur film international.

## Films proposés par la Tchéquie
| Année (cérémonie) | Titre français                        | Titre original                   | Réalisateur       | Résultat         |
| ----------------- | ------------------------------------- | -------------------------------- | ----------------- | ---------------- |
| 1995 (67e)        | La Leçon Faust                        | Lekce Faust                      | Jan Švankmajer    | Non nommé        |
| 1996 (68e)        | Merci pour chaque nouveau matin       | Díky za každé nové ráno          | Milan Šteindler   | Non nommé        |
| 1997 (69e)        | Kolya                                 | Kolja                            | Jan Svěrák        | Remporte l'Oscar |
| 1998 (70e)        | Zapomenuté světlo (cs)                | Zapomenuté světlo (cs)           | Vladimír Michálek | Non nommé        |
| 1999 (71e)        | Le Piège (cs)                         | Je třeba zabít Sekala            | Vladimír Michálek | Non nommé        |
| 2000 (72e)        | Le Retour de l'idiot (cs)             | Návrat idiota                    | Saša Gedeon (cs)  | Non nommé        |
| 2001 (73e)        | Musíme si pomáhat                     | Musíme si pomáhat                | Jan Hřebejk       | Nommé            |
| 2002 (74e)        | Tmavomodrý svět                       | Tmavomodrý svět                  | Jan Svěrák        | Non nommé        |
| 2003 (75e)        | Divoké včely (cs)                     | Divoké včely (cs)                | Bohdan Sláma      | Non nommé        |
| 2004 (76e)        | Želary                                | Želary                           | Ondřej Trojan     | Nomination       |
| 2005 (77e)        | Haut et bas (cs)                      | Horem pádem                      | Jan Hřebejk       | Non nommé        |
| 2006 (78e)        | Something Like Happiness              | Štěstí                           | Bohdan Sláma      | Non nommé        |
| 2007 (79e)        | Les Fous                              | Šílení                           | Jan Švankmajer    | Non nommé        |
| 2008 (80e)        | Moi qui ai servi le roi d'Angleterre  | Obsluhoval jsem anglického krále | Jiří Menzel       | Non nommé        |
| 2009 (81e)        | Karamazovi (cs)                       | Karamazovi (cs)                  | Petr Zelenka      | Non nommé        |
| 2010 (82e)        | Protektor                             | Protektor                        | Marek Najbrt      | Non nommé        |
| 2011 (83e)        | Kawasakiho růže (cs)                  | Kawasakiho růže (cs)             | Jan Hřebejk       | Non nommé        |
| 2012 (84e)        | Aloïs Nebel                           | Alois Nebel                      | Tomáš Luňák       | Non nommé        |
| 2013 (85e)        | In the Shadow                         | Ve stínu                         | David Ondříček    | Non nommé        |
| 2014 (86e)        | Donšajni                              | Donšajni                         | Jiří Menzel       | Non nommé        |
| 2015 (87e)        | Sur la ligne                          | Fair Play                        | Andrea Sedláčková | Non nommé        |
| 2016 (88e)        | Domácí péče                           | Domácí péče                      | Slávek Horák      | Non nommé        |
| 2017 (89e)        | Ztraceni v Mnichově                   | Ztraceni v Mnichově              | Petr Zelenka      | Non nommé        |
| 2018 (90e)        | Ice Mother                            | Bába z ledu                      | Bohdan Sláma      | Non nommé        |
| 2019 (91e)        | Všechno bude                          | Všechno bude                     | Olmo Omerzu       | Non nommé        |
| 2020 (92e)        | L'Oiseau bariolé                      | Nabarvené ptáče                  | Václav Marhoul    | Présélectionné   |
| 2021 (93e)        | Le Procès de l'herboriste             | Šarlatán                         | Agnieszka Holland | Présélectionné   |
| 2022 (94e)        | Zátopek                               | Zátopek                          | David Ondříček    | Non nommé        |
| 2023 (95e)        | Il Boemo                              | Il Boemo                         | Petr Václav       | Non nommé        |
| 2024 (96e)        | Bratři (cs)                           | Bratři (cs)                      | Tomáš Mašín (cs)  | Non nommé        |
| 2025 (97e)        | Radio Prague, les ondes de la révolte | Vlny                             | Jiří Mádl         | En attente       |